# Oskari Kumpu
Oskari Viljami Kumpu, född 29 januari 1889 i Askola, död 25 juni 1935 i Aunus i Karelska ASSR i Sovjetunionen, var en finsk brottare som deltog i sommar-OS 1912 i Stockholm. Efter finska inbördeskriget flydde han till Sovjetryssland, där han gjorde karriär som officer i Röda armén.

## Biografi
Kumpu föddes i Askola och flyttade senare till Helsingfors där han var yrkesarbetare. Kumpu representerade arbetaridrottsföreningen Helsingfors Jyry och vann två medaljer i grekisk-romersk lätt tungvikt i brottningsmästerskapen 1914 och 1916. Kumpu vann guld i tungviktsklassen 1917. Han deltog också i Olympiska sommarspelen 1912, där han förlorade mot Oreste Arpè från Italien i första omgången.  
Kumpu kämpade under inbördeskriget 1918 i Jyry kompani som bestod av elitidrottare från Helsingfors Jyry och flydde till Sovjetryssland efter kriget. Han gick en underrättelseofficerskurs vid Petrograds internationella krigsskola, där han examinerades 1919. Under det ryska inbördeskriget deltog han i striderna i Östkarelen mot finska vita frändefolkskrigare. I januari 1922 ingick Kumpu i den berömda Kiimasjärvi-utflykten som leddes av Toivo Antikainen, när Röda arméns skidbataljon besegrade de finska trupperna och tvingade dem att dra sig tillbaka över gränsen. 
Senare på 1920-talet fortsatte Kumpu sin brottningskarriär i Sovjetunionen tränad av legendaren Ivan Poddubnyj, men uppnådde inga större framgångar och han återvände till armén i slutet av decenniet. 1933 utnämndes Kumpu till Starsjij lejtenant i Aunus distrikts militärkommissariat. Han drunknade under en simtur i Alavoisenjoki som flyter genom staden i juni 1935. Enligt Toivo Vähäs memoarer var Kumpu känd för sin vänliga och ödmjuka natur. Han var också medlem i det sovjetiska kommunistpartiet.